# Bibra
Bibra es un municipio situado en el distrito de Saale-Holzland, en el estado federado de Turingia (Alemania). Tiene una población estimada, a fines de 2023, de 265 habitantes.
Está integrado a la mancomunidad de municipios (verwaltungsgemeinschaft) de Südliches Saaletal.
Se ubica a poca distancia al sur de la frontera con el estado de Sajonia-Anhalt y cerca de la ciudad de Jena.